# Tetracamphilius pectinatus
Tetracamphilius pectinatus är en fiskart som beskrevs av Roberts 2003. Tetracamphilius pectinatus ingår i släktet Tetracamphilius och familjen Amphiliidae. IUCN kategoriserar arten globalt som otillräckligt studerad. Inga underarter finns listade i Catalogue of Life.